# Avgust Andrioli
Avgust Andrioli, slovenski zdravnik, * 4. januar 1802, Ljubljana, † 12. november 1875, Ljubljana. 
Andrioli je sprva kot okrožni zdravnik služboval v Kanalu ob Soči, nato od 1836 v Pazinu in nazadnje v Ljubljani, kjer je postal referent za zdravstvo pri deželni vladi (Landesmedizinalrath) in ravnatelj babiške šole. Na tem mestu je bil do odhoda v pokoj leta 1873. Avgust Andrioli je bil  med ustanovitelji zdravniškega društva in je tedanjemu »Verein d. Aerzte in Krain« predsedoval od 1863 do 1866.